# Somianka (gemeente)
De gemeente Somianka is een landgemeente in het Poolse woiwodschap Mazovië, in powiat Wyszkowski.
De zetel van de gemeente is in Somianka.
Op 30 juni 2004 telde de gemeente 5542 inwoners.

## Oppervlakte gegevens
In 2002 bedroeg de totale oppervlakte van gemeente Somianka 116,38 km², waarvan:
- agrarisch gebied: 72%
- bossen: 15%

De gemeente beslaat 13,28% van de totale oppervlakte van de powiat.

## Demografie
Stand op 30 juni 2004:
| Omschrijving                   | Totaal | Totaal | Vrouwen | Vrouwen | Mannen | Mannen |
| ------------------------------ | ------ | ------ | ------- | ------- | ------ | ------ |
| eenheid                        | aantal | %      | aantal  | %       | aantal | %      |
| inwoners                       | 5542   | 100    | 2752    | 49,7    | 2790   | 50,3   |
| bevolkingsdichtheid (inw./km²) | 47,6   | 47,6   | 23,6    | 23,6    | 24     | 24     |

In 2002 bedroeg het gemiddelde inkomen per inwoner 1412,46 zł.

## Administratieve plaatsen (Solectwo)
Barcice, Celinowo, Henrysin, Huta Podgórna, Jackowo Dolne, Jackowo Górne, Janki, Jasieniec, Kręgi, Michalin, Nowe Kozłowo, Nowe Płudy, Nowe Wypychy, Ostrowy, Popowo Kościelne, Popowo-Letnisko, Popowo-Parcele, Skorki, Somianka-Parcele, Somianka Zaszosie, Stare Kozłowo, Stary Mystkówiec, Stare Płudy, Stare Wypychy, Suwin, Ulasek, Wielątki Rosochate, Wielęcin, Wola Mystkowska, Wólka Somiankowska, Zdziebórz

## Aangrenzende gemeenten
Dąbrówka, Rząśnik, Serock, Wyszków, Zatory